# Standardrepertoar
Standardrepertoar är en samlingsbeteckning på musikstycken inom en viss genre som regelbundet framförs, och som musiker inom den aktuella genren samt även stora delar av publiken brukar vara förtrogna med. Termen används huvudsakligen inom genrer där musikens hållbarhet är relativt lång, såsom klassisk musik, manskör, folkmusik och jazz, och är mindre vanlig inom populärmusiken.
Vilka stycken som skall räknas till en viss standardrepertoar går inte att exakt fastställa, och det varierar också i hög grad över tid.